# Ли Со Ён (шорт-трекистка)
Ли Со Ён (кор. 이소연: англ. Lee So-yeon, род. 16 апреля 1993 года в Сувоне, Южная Корея) — южнокорейская шорт-трекистка, серебряный призёр чемпионата мира, чемпионка и серебряный призёр чемпионата четырёх континентов. Выступает за команду "Sports Toto" (Инчхон).

## Биография
Ли Со Ён занялась катанием на коньках в качестве хобби во 2-м классе начальной школы, а в 8 лет стала заниматься шорт-треком в Квачхоне. В 2008 и 2009 годах на 89-х и 90-х Национальных зимних играх она выигрывала золото в забеге на 500 метров. В 2012 году она заняла 6-е место в отборе в национальную сборную и вошла в состав команды Кубка мира. 20 октября на этапе Кубка мира в Калгари она сразу же завоевала золотую медаль в забеге на 1000 метров. В декабре выиграла второе золото в забеге на 1500 метров и бронзу на 1000 метров на этапе в Нагано, а в феврале 2013 года на этапе Кубка мира в Дрездене стала серебряным призёром на дистанции 1000 метров.
В декабре 2013 года Ли участвовала в зимней Универсиаде в Тренто и завоевала золотую медаль в составе женской эстафеты. Следующие два года она посвятила своей учёбе в Университете Данкук, в который поступила в 2012 году. Всё то время она продолжала тренироваться в университетской команде. В сезоне 2016/17 она вернулась в состав сборной и вновь участвовала на Кубке мира. Единственную медаль выиграла в феврале 2017 года на 6-м этапе Кубка мира в Минске, в женской эстафете стала бронзовым призёром.
После этого Ли Со Ён ушла в "тень" и участвовала только в местных региональных соревнованиях. Следующие возвращение в сборную произошло только в сезоне 2022/2023, после того, как заняла общее 5-е место в национальной отборе после трёх раундов. 12 ноября 2023 года на чемпионате четырёх континентов в Солт-Лейк-Сити она выиграла золотую медаль в женской эстафете. В ноябре и декабре она трижды брала золото с командой в смешанной и женской эстафетах на этапе в Алма-Аты и два золота в женских эстафетах на этапах в Монреале и Солт-Лейк-Сити.
В марте 2023 года дебютировала на чемпионате мира в Сеуле и стала серебряным призёром вместе с партнёршами по команде в женской эстафете. В сезоне 2023/24 Ли Со Ён на Кубке мира в Монреале выиграла серебряные медали в смешанной и женской эстафетах, а также в забеге на 1000 метров. На этапе в Гданьске вновь была второй в обеих эстафетах и по одному разу заняла 2-е место в женских эстафетах в Пекине и Сеуле. На чемпионате четырёх континентов в Лавале стала серебряным призёром в женской эстафете. В конце сезона, в марте 2024 года на чемпионате мира в Роттердаме заняла 26-е место на дистанции 1500 м и 4-е в женской эстафете.

## Личная жизнь
Ли Со Ён обучалась в начальной школе топ-дон, средней школе Пхёнчхана и средней школе Хансин в Сувоне. Окончила Университет Данкук на факультете физического воспитания. Любит смотреть фильмы в свободное время.